# 上水野町
上水野町（かみみずのちょう）は、愛知県瀬戸市水野連区の町名。丁番を持たない単独町名である。

## 地理
- 瀬戸市の西部に位置する[8]。西を上松山町・上本町、北を水北町・穴田町、東を暁町、南を西印所町・上陣屋町と隣接している[8]。
- 南部に粘土鉱山があり、水野焼の窯元も多く、丼・鉢類などの和物の生産が盛ん[8]。
- 地蔵堂には江戸時代の観音菩薩像・念仏供養塔・地蔵尊が祀られ、夏の地蔵祭りで賑わう[8]。

### 河川
- 水野川 ： 町の北西端、水北町との境を西流している。
- 数成川（水野川支流） ： 町の北端、穴田町との境を西流し、水野川に注ぎ込んでいる。
- 釜ケ洞川（数成川支流） ： 町の北東端、穴田町との境を北流し、数成川に注ぎ込んでいる。
- 地蔵川（水野川支流） ： 町の西端、上本町との境を北流し、水野川に注ぎ込んでいる。
- 埋蔵川（地蔵川支流） ： 町の西部を北流し、地蔵川に注ぎ込んでいる。

- 数成川（上水野町・穴田町境）
- 釜ケ洞川（上水野町・穴田町境）
- 数成川と釜ケ洞川の合流点[注釈 1]
- 地蔵川（上水野町・上本町境）
- 埋蔵川（上水野町内）

### 学区
市立小・中学校に通う場合、学区は以下の通りとなる。また、公立高等学校普通科に通う場合の学区は以下の通りとなる。
| 番・番地等 | 小学校             | 中学校             | 高等学校 |
| ---------- | ------------------ | ------------------ | -------- |
| 全域       | 瀬戸市立水野小学校 | 瀬戸市立水野中学校 | 尾張学区 |

## 歴史

### 町名の由来
かつての上水野村のうち「地蔵島」と「神宮堂（じぐど）」の２シマを「上水野町」とし、旧名称を残したものとされる。

### 沿革
この項では、上水野の地名の変遷についても述べる。
- 戦国時代には、尾張国春日部郡上水野郷として文献に名を残す[注釈 2][12]。
- 江戸時代には、尾張国春日井郡の尾張藩領水野代官所支配の上水野村となる[12]。
- 1880年（明治13年）2月5日 - 春日井郡が東春日井郡と西春日井郡に分割され、東春日井郡上水野村となる[12][13]。
- 1889年（明治22年）10月1日 - 町村制施行の際、上水野村と中水野村・下水野村が合併して水野村となり、水野村大字上水野となる[12][14]。
- 1951年（昭和26年）5月3日 - 水野村が瀬戸市に編入され、瀬戸市大字上水野となる[12][15]。
- 1957年（昭和32年）7月1日 - 瀬戸市大字上水野の一部が上陣屋町・下陣屋町・進陶町・小金町・西追分町・東松山町・西松山町となる[12][16]。
- 1964年（昭和39年）10月1日 - 瀬戸市大字上水野字安戸[注釈 3]・南地蔵・神宮堂・北地蔵・南杉田・北杉田の各一部により、同市上水野町として成立[2]。同日、瀬戸市大字上水野は上本町・暁町・穴田町・水北町・曽野町・余床町となる[2]。
- 1981年（昭和56年）6月6日 - 穴田町の一部を編入する[12][18]。
- 1984年（昭和59年）5月1日 - 瀬戸市大字上水野の残部が上陣屋町・小金町に編入され、同日をもって瀬戸市大字上水野は消滅する[19]。

## 世帯数と人口
2024年（令和6年）1月1日現在の世帯数と人口は以下の通りである。
| 町丁     | 世帯数  | 人口  |
| -------- | ------- | ----- |
| 上水野町 | 282世帯 | 646人 |

### 人口の変遷
国勢調査による人口の推移
| 1995年（平成7年）  | 679人 | [ 20 ] |  |
| 2000年（平成12年） | 665人 | [ 21 ] |  |
| 2005年（平成17年） | 647人 | [ 22 ] |  |
| 2010年（平成22年） | 653人 | [ 23 ] |  |
| 2015年（平成27年） | 683人 | [ 24 ] |  |
| 2020年（令和2年）  | 650人 | [ 25 ] |  |

### 世帯数の変遷
国勢調査による世帯数の推移。
| 1995年（平成7年）  | 185世帯 | [ 20 ] |  |
| 2000年（平成12年） | 199世帯 | [ 21 ] |  |
| 2005年（平成17年） | 200世帯 | [ 22 ] |  |
| 2010年（平成22年） | 237世帯 | [ 23 ] |  |
| 2015年（平成27年） | 259世帯 | [ 24 ] |  |
| 2020年（令和2年）  | 253世帯 | [ 25 ] |  |

## 交通

### 鉄道
町内に鉄道は走っていない。最寄り駅は愛知環状鉄道・愛知環状鉄道線中水野駅になる。

### バス
名鉄バス「水野循環線」
- 【20】【21】【22】【23】新瀬戸駅 - 瀬戸市民公園 - 中水野駅 - 水野団地 - 陶生病院 系統 ： 瀬戸水野郵便局バス停[注釈 4]

- 瀬戸水野郵便局バス停

### 道路
- 愛知県道207号定光寺山脇線[8] ： 町の北端から南東端にかけて、南北に通っている。途中、県道208号・210号と重複している[注釈 5]。
- 愛知県道208号上半田川名古屋線 ： 町の中央部を南北に通っている。途中、県道207号と重複している[注釈 6]。
- 愛知県道210号中水野品野線 ： 町の北部を東西に通っている。途中、県道207号と重複している[注釈 7][注釈 8]。

- 愛知県道207号・208号標識（上水野町交差点）
- 案内標識内の愛知県道207号・208号・210号表示（上水野町交差点東）

## 施設
- 瀬戸水野郵便局 ： 窓口は平日のみ、ATMは土曜日も営業[26]。駐車場は3台[26]。
- 米泰 ： 米、お餅、おこしもの、季節の和菓子を販売している米・和菓子の製造販売店[27]。
- 上水野町内児童遊園 ： 町の西部にある公園。ブランコ・すべり台・鉄棒がある。

- 瀬戸水野郵便局
- 米泰
- 上水野町内児童遊園

## その他

### 日本郵便
- 郵便番号 : 489-0062[6]（集配局：瀬戸郵便局[28]）。